# Твори, що належать уряду США
Твори, що належать уряду США, так само як і твори багатьох інших урядів світу, не підлягають авторському праву. До таких творів відносяться ті, що було створено співробітником уряду США за завданням свого керівництва, але не ті, що той виконав за власною ініціативою у робочий час. Також слід зауважити, що це не розповсюджується на твори місцевого самоврядування, а також на такі, які були створені владою окремого штату.